# 결혼생활 그림일기
《결혼생활 그림일기》는 네이버 웹툰에서 연재 중인 월요일 웹툰이다.

## 등장 인물
- 홀앙이: 수달의 남편. 일기를 자주 쓰며 과거를 회상할 때 일기장을 꺼내봄.
- 수달: 홀앙이의 아내. 홀앙이와 합이 잘 맞으며, 건망증이 심함.
- 수랑: 홀앙, 수달이의 아들